# باولا شنايدر
باولا شنايدر (بالإسبانية: Paula Schneider)‏ هي عارضة بوليفية، ولدت في 15 مايو 1994 في سانتا كروز دي لا سييرا في بوليفيا.